# Joe Barzda
Joseph Barzda (ur. 22 maja 1915 w New Brunswick, zm. 11 października 1993 w Somerset) – amerykański kierowca wyścigowy.

## Życiorys
Barzda urodził się w miejscowości New Brunswick w stanie New Jersey. Ściganie się rozpoczął przed II wojną światową. W 1935 roku zakupił samochód Crack'n Riley Special, zbudowany przez Johnny'ego Osbourne'a w 1933 roku.
Podczas ostatniej rundy sezonu midgetów na Tri-City Stadium w Union dublowany Barzda na 41 okrążeniu został uderzony przez Lyle'a Dickeya, którego samochód obrócił się i uderzył w Joe Garsona. Garson również się obrócił i uderzył w Tommy'ego Simonettiego, który doznał pęknięcia czaszki i zmarł następnego dnia.
W 1951 roku Barzda podjął nieudaną próbę zakwalifikowania się napędzanym silnikiem Offenhauser Maserati 8CTF do wyścigu Indianapolis 500. W następnym roku zamontował sprężarkę do jednego z posiadanych Maserati. Ponownie nie zdołał zakwalifikować się do Indianapolis 500, podobnie jak rok później, tym razem z silnikiem Maserati. W 1956 roku umieścił w samochodzie silnik Chevrolet V8.
Po przerwie powrócił do ścigania w 1958 roku, uczestnicząc w serii USAC National Championship. Zajął wówczas czwarte miejsce na torach Springfield i Trenton. W lipcu 1959 roku na torze Williams Grove, podczas wejścia w zakręt zacięła mu się przepustnica. Wskutek tego stracił kontrolę nad samochodem i uderzył w Vargo Special, prowadzonego przez Vana Johnsona. Wskutek tej kolizji Johnson zmarł, a Barzda zrezygnował ze ścigania.
Wraz z bratem Jimem prowadził sklep o nazwie Californian Speed and Sport Shop. Zmarł w Somerset w 1993 roku.

## Wyniki w Formule 1
| Legenda oznaczeń w tabelach wyników Wyświetl szablon na nowej stronie | Legenda oznaczeń w tabelach wyników Wyświetl szablon na nowej stronie                                                                     |
| Oznaczenie                                                            | Wyjaśnienie |
| --------------------------------------------------------------------- | --- |
| Złoty                                                                 | Zwycięzca lub mistrzostwo |
| Srebrny                                                               | 2. miejsce lub wicemistrzostwo |
| Brązowy                                                               | 3. miejsce lub II wicemistrzostwo |
| Zielony                                                               | Ukończył, punktował (w klasyfikacji generalnej, gdy zdobył co najmniej jeden punkt na przestrzeni sezonu, poza trzema powyższymi opcjami) |
| Niebieski                                                             | Ukończył, nie punktował (w klasyfikacji generalnej, gdy nie zdobył co najmniej jednego punktu na przestrzeni sezonu)                      |
| Czerwony                                                              | Nie zakwalifikował się (NZ) |
| Czerwony                                                              | Nie prekwalifikował się (NPK) |
| Różowy                                                                | Nie ukończył (NU) |
| Różowy                                                                | Niesklasyfikowany (NS) (w klasyfikacji generalnej, gdy nie został sklasyfikowany w żadnym wyścigu sezonu)                                 |
| Czarny                                                                | Zdyskwalifikowany (DK) |
| Czarny                                                                | Wykluczony (WYK/EX) |
| Biały                                                                 | Nie wystartował (NW) |
| Biały                                                                 | Kontuzjowany (K/INJ) |
| Biały                                                                 | Wyścig odwołany (OD/C) |
| Bez koloru                                                            | Został wycofany (WYC/WD) |
| Bez koloru                                                            | Nie przybył (NP/DNA) |
| Bez koloru                                                            | Nie brał udziału w treningach (NT/DNP) |
| Bez koloru                                                            | Nie został zgłoszony (–) |
| Pogrubienie                                                           | Start z pole position |
| Kursywa                                                               | Najszybsze okrążenie wyścigu |
| †                                                                     | Nie ukończył, ale jego rezultat został zaliczony ze względu na przejechanie więcej niż 90% dystansu wyścigu.                              |
| *                                                                     | Sezon w trakcie |
| 1/2/3                                                                 | Punktowana pozycja w sprincie kwalifikacyjnym                                                                                             |
| Lista systemów punktacji Formuły 1                                    | |

W latach 1950–1960 wyścig Indianapolis 500 był eliminacją Mistrzostw Świata Formuły 1.
| Rok  | Zespół           | Samochód      | Silnik             | Wyniki w poszczególnych eliminacjach | Wyniki w poszczególnych eliminacjach | Wyniki w poszczególnych eliminacjach | Wyniki w poszczególnych eliminacjach | Wyniki w poszczególnych eliminacjach | Wyniki w poszczególnych eliminacjach | Wyniki w poszczególnych eliminacjach | Wyniki w poszczególnych eliminacjach | Wyniki w poszczególnych eliminacjach | Pkt. | Msc. |
| ---- | ---------------- | ------------- | ------------------ | ------------------------------------ | ------------------------------------ | ------------------------------------ | ------------------------------------ | ------------------------------------ | ------------------------------------ | ------------------------------------ | ------------------------------------ | ------------------------------------ | ---- | ---- |
| 1951 |                  |               |                    | Szwajcaria                           | Stany Zjednoczone                    | Belgia                               | Francja                              | Wielka Brytania                      | Niemcy                               | Włochy                               |                                      |                                      | 0    | NS   |
| 1951 | Joe Barzda       | Maserati 8CTF | Offenhauser 4,5 R4 | -                                    | NZ                                   | -                                    | -                                    | -                                    | -                                    | -                                    | -                                    |                                      | 0    | NS   |
| 1952 |                  |               |                    | Szwajcaria                           | Stany Zjednoczone                    | Belgia                               | Francja                              | Wielka Brytania                      | Niemcy                               | Holandia                             | Włochy                               |                                      | 0    | NS   |
| 1952 | California Speed | Maserati 8CTF | Offenhauser 4,5 R4 | -                                    | NZ                                   | -                                    | -                                    | -                                    | -                                    | -                                    | -                                    |                                      | 0    | NS   |
| 1953 |                  |               |                    | Argentyna                            | Stany Zjednoczone                    | Holandia                             | Belgia                               | Francja                              | Wielka Brytania                      | Niemcy                               | Szwajcaria                           | Włochy                               | 0    | NS   |
| 1953 | California Speed | Maserati 8CTF | Maserati 3,0 R8S   | -                                    | NZ                                   | -                                    | -                                    | -                                    | -                                    | -                                    | -                                    | -                                    | 0    | NS   |